# Тромбоспондин-1
Тромбоспондин-1 (англ. thrombospondin 1, TSP1) — один из пяти известных тромбоспондинов, адгезивных белков, регулирующих взаимодействия клеток между собой и с внеклеточным матриксом. После синтеза молекулы тромбоспондина-1 объединяются в гомотримеры, взаимодействующие со множеством рецепторов, в том числе CD36, CD47 и интегринами. В одном исследовании показано взаимодействие TSP1 с рилиновыми рецепторами VLDLR и ApoER2 в ростральном миграционном тракте.